# هتل الگونکوین

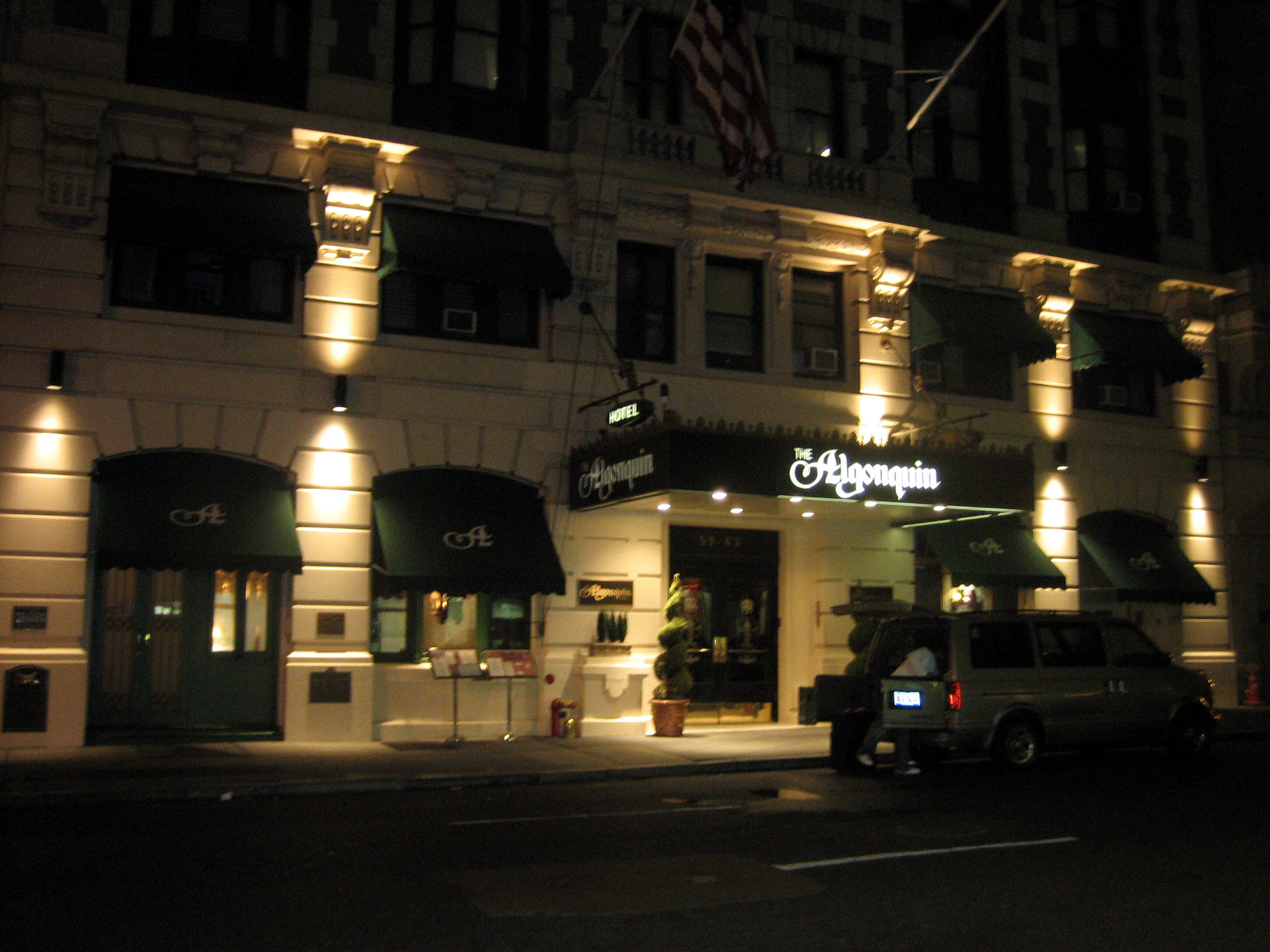
هتل الگونکوین در شب، منهتن، نیویورک.

هتل الگونکوین (انگلیسی: Algonquin Hotel) هتلی تاریخی در ۵۹ غربی، خیابان ۴۴ منهتن واقع در نیویورک است. این هتل همین‌طور به خاطر گردهمایی ده‌ساله اعضای میزگرد الگونکوین مشهور است.